# Ciocănitoare cu ciuf galben
Ciocănitoarea cu ciuf galben (Melanerpes cruentatus) este o ciocănitoare de mărime medie din genul Melanerpes, familia Picidae. Se găsește în Bolivia, Brazilia, Columbia, Ecuador, Guiana Franceză, Guyana, Peru, Surinam și Venezuela. Habitatele sale naturale sunt pădurile subtropicale sau tropicale umede de câmpie și fostele păduri puternic degradate.

## Taxonomie
Ciocănitoarea cu ciuf galben a fost descrisă de polimatul francez Georges-Louis Leclerc, conte de Buffon, în 1780, în Histoire Naturelle des Oiseaux, pornind de la un specimen colectat în Cayenne, Guiana Franceză. Pasărea a fost, de asemenea, ilustrată într-o planșă colorată manual și gravată de François-Nicolas Martinet⁠(d) în Planches Enluminées D'Histoire Naturelle care a fost produsă sub supravegherea lui Edme-Louis Daubenton⁠(d) pentru a însoți textul lui Buffon. Nici legenda plăcii, nici descrierea lui Buffon nu includeau un nume științific, însă în 1783 naturalistul olandez Pieter Boddaert a inventat numele binomial Picus cruentatus în catalogul său al Planches Enluminées.
Ciocănitoarea cu ciuf galben este acum inclusă în genul Melanerpes, care a fost introdus de ornitologul englez William John Swainson în 1832. Specia este monotipică. Numele generic combină greaca veche melas care înseamnă „negru” cu herpēs care înseamnă „cățărător”. Epitetul specific cruentatus înseamnă în latină „pătat de sânge”.